# Chalcides striatus
El eslizón tridáctilo ibérico (Chalcides Striatus).

## Descripción
Lagarto de pequeño tamaño, con una cabeza pequeña, triangular, ensanchada y con hocico redondeado. Cuerpo corto y grueso de sección redondeada o cuadrangular, recubierto de escamas lisas y brillantes. Extremidades pequeñas, cola de sección circular de mayor o similar longitud que el cuerpo. Especie con dimorfismo sexual, las hembras son de mayor tamaño, la coloración puede ser de pardo-amarillenta a olivácea con líneas de color marrón, y el vientre de coloración blanquecina o amarillenta. Son ovovivíparos.

## Distribución
Se distribuye prácticamente por toda España y Portugal. En Francia está presente en la costa mediterránea, penetrando hacía en norte por el valle del Ródano y hacia el este llegando hasta Liguria. En España solamente parece faltar en algunas provincias de la costa mediterránea (Murcia, Alicante, Valencia y Castellón), así como en gran parte de Almería, Teruel y Cuenca, seguramente debido al aumento progresivo de la aridez en las últimas décadas. Es muy escaso en territorios con precipitaciones inferiores a 500 mm. Su distribución es discontinua, de tal forma que la desaparición o modificación de algunos de los hábitat ocupados ocasiona la extinción o el aislamiento de poblaciones en bosques-isla.

## Hábitat
Especie de gran especialización, ocupa laderas de solana, con ligera pendiente, abundante vegetación herbácea y en ocasiones elevada humedad. En España supera los 1800 m en la Sierra de Guadarrama y en la Cordillera Bética.

## Amenazas
Debido a la especificidad de los biotopos que ocupa, y su distribución discontinua la modificación o desaparición del hábitat merman o aíslan las poblaciones de este lagarto. Esto parece estar ocurriendo en las dos mesetas españolas. Cabe resaltar, que las poblaciones cercanas a núcleos urbanos son altamente depredadas por gatos procedentes de colonias urbanas.